# NGC 188
 NGC 188 je otvoreni skup u  zviježđu Cefeja. Otkrio ga je John Herschel 1825. godine.
NGC 188 je jedan od najstarijih otvorenih skupova u našoj galaksiji, a razlog njegovoj dugovječnosti je njegov položaj. Naime, za razliku od većine otvorenih skupova koji se nalaze u disku galaksije, NGC 188 se nalazi visoko iznad ravnine diska, zbog čega je znatno manje izložen plimnim silama naše galaksije, pa se nije raspao nakon nekoliko milijuna godina kao većina otvorenih skupova.. 
NGC 188 se nalazi vrlo blizu sjevernog nebeskog pola, na deklinaciji iznad + 85°. Udaljenost mu se procjenjuje na 5 000 ly.

## Vanjske poveznice
- (engl.) NGC 188 @ SEDS NGC objects pages
- (engl.) NGC 188  Arhivirana inačica izvorne stranice od 29. prosinca 2010. (Wayback Machine) na NightSkyInfo.com